# Крюгер, Коул
Коул Уильям Исаак Крюгер (англ. Cole William Isaac Krueger; род. 22 августа 1991 в Питтсбурге штат Пенсильвания) — венгерский конькобежец, американского происхождения, специализирующийся в шорт-треке. Бронзовый призёр чемпионата мира, чемпион Европы.

## Биография
Коул Крюгер начал заниматься шорт-треком в возрасте 7-и лет в Питтсбурге, когда тренер из местного клуба увидел, как он катается на коньках на открытой тренировке, и посоветовал попробовать себя в шорт-треке. Его родители Брайан и Хайди Крюгер решили поддержать его и младшего брата в их начинании. В 2009 году на чемпионате США среди юниоров он занял 1-е место в беге на 500 м с национальным рекордом среди юниоров 44.530 сек. В январе 2010 года на юниорском чемпионате мира в Тайбэе занял 10-е место в личном многоборье.
В 2011 они с братом отправились в Солт-Лейк-Сити и стали тренироваться у Чжэ Су Джуна. В Саратога-Спрингс он занял 3-е место в общем зачёте на юниорском национальном чемпионате, а в феврале на чемпионате мира среди юниоров в Курмайоре занял только 19-е место в индивидуальном зачёте. В марте 2012 года в финале Кубка Америки в Грин-Бэй занял 2-е место в общем зачете и выиграл суперфинал на 1500 метров, а в феврале 2013 года повторил прошлогодний результат на Кубке Америки, выиграв в беге на 1000 и 1500 м. 
В марте 2013 года он впервые выиграл на Кубке Америки в Омахе с потрясающим результатом, выиграв на трёх из шести дистанции. В январе 2014 года на отборочных соревнованиях к Олимпиаде Коул занял 9-е место в общем зачёте и не прошёл квалификацию в сборную. В октябре на Кубке Америки в Милуоки он занял 4-е место в общем зачёте и вместе с братом вошёл в национальную сборную для участия в чемпионате мира. В ноябре 2014 года на Кубке мира в Солт-Лейк-Сити поднялся впервые на 3-е место в эстафете.
На чемпионате США с 16-18 января 2015 года Коул занял 2-е места в беге на 1000 м и 3000 м уступив только своему брату Джону-Генри Крюгеру и занял 3-е место в общем зачете, после квалифицировался в сборную на следующий сезон.  В марте на чемпионате мира в Москве он участвовал только в эстафете и с партнёрами занял 8-е место. В феврале 2016 года на Кубке мира в Дрездене выиграл бронзовую медаль в составе эстафетной команды.
На чемпионате мира в Сеуле в марте 2016 года Коул занял 7-е место в эстафете. После чего отказался от участия в сборной из-за слабого спонсирования и перешёл выступать за Венгрию после получения там гражданства в мае 2017 года. В январе 2018 года он выиграл бронзовую медаль в эстафете на чемпионате Европы в Дрездене и занял 11-е место в многоборье. 
В сезоне 2018/19 он одержал свои первые победы в эстафетах на Кубке мира в Калгари, а затем и в Солт-Лейк-Сити в эстафете и занял 3-е место в Дрездене. В январе 2019 года выиграл золотую медаль в эстафете на чемпионате Европы в Дордрехте. В марте 2019 года он завоевал бронзовую медаль в эстафете на чемпионате мира в Софии, а в индивидуальном зачёте занял 33-е место.
В ноябре 2019 года на Кубке мира в Монреале занял 1-е место в эстафете, а в декабре в Шанхае выиграл серебро в эстафетной гонке. В январе 2020 года на чемпионате Европы в Дебрецене занял 4-е место в эстафете и 16-е в личном многоборье. В феврале на Кубке мира в Дрездене он стал 6-м в эстафете, после чего все соревнования были отменены из-за пандемии коронавируса. 